# Janina Hettichová-Walzová
Janina Hettichová-Walzová, nepřechýleně Janina Hettich-Walz, za svoboda Hettichová (* 16. června 1996 Schramberg) je německá biatlonistka.
Biatlonu se věnuje od roku 2008. Ve světovém poháru debutovala v březnu 2019 v norském Oslu, kde ve sprintu dojela na 44. místě.
Ve své dosavadní kariéře nezvítězila ve své dosavadní kariéře v žádném individuálním závodě. V kolektivních závodech obsadila s německou štafetou jednou první místo v lednu 2021 v Oberhofu.
Jejím dosud největší individuálním výsledkem je stříbrná medaile z vytrvalostního závod z novoměstského Mistrovství světa 2024. Stříbro získala i na Mistrovství světa 2021 jako členka německé ženské štafety.
Na jaře 2022 se vdala za Kaia Walze a přijala dvojité příjmení Hettichová-Walzová.

## Výsledky

### Olympijské hry a mistrovství světa
Hettichová se ve své dosavadní kariéře čtyřikrát zúčastnila mistrovství světa, poprvé v roce 2020. Jejím nejlepším výsledkem je stříbrná medaili z ženské štafety z roku 2021.
| Sezóna  | D  | Místo                | SP  | SZ  | HZ  | IZ  | ŠT | SŠT | SZD | Věk    |
| ------- | -- | -------------------- | --- | --- | --- | --- | -- | --- | --- | ------ |
| 2019/20 | MS | Anterselva           | 65. | –   | –   | –   | –  | –   | –   | 23 let |
| 2020/21 | MS | Pokljuka             | 31. | 34. | –   | –   | 2. | –   | –   | 24 let |
| 2022/23 | MS | Oberhof              | 23. | 20. | –   | 42. |    | –   |     | 26 let |
| 2023/24 | MS | Nové Město na Moravě | 35. | 25. | 28. | 2.  | 3. | –   | –   | 27 let |

Poznámka: Výsledky z olympijských her se do hodnocení světového poháru nezapočítávají; výsledky z mistrovství světa se dříve započítávaly, od mistrovství světa v roce 2023 se nezapočítávají.

## Vítězství v závodech světového poháru

### Kolektivní
| Č. | sezóna    | datum          | místo            | disciplína |
| -- | --------- | -------------- | ---------------- | ---------- |
| 1. | 2020/2021 | 16. ledna 2021 | Oberhof, Německo | štafeta    |